# جوان هوارد مورر
جوان هوارد مورر (بالإنجليزية: Joan Howard Maurer)‏ هي كاتِبة أمريكية، ولدت في 2 أبريل 1927 في بروكلين في الولايات المتحدة.

## وصلات خارجية
- جوان هوارد مورر على موقع IMDb (الإنجليزية)